# Carhenge: Genius or Junk?
Carhenge: Genius or Junk? é um documentário de curta metragem estadunidense de 2005, dirigido por David Liban, que conta a história do monumento Carhenge.

## Prêmios e indicações
| Ano  | Prêmio                              | Categoria                                | Resultado | Ref.        |
| ---- | ----------------------------------- | ---------------------------------------- | --------- | ----------- |
| 2006 | Boulder International Film Festival | BIFF Award - Best Documentary Short Film | Venceu    | [ 2 ] [ 3 ] |